# Théorème de Goursat et Levi-Civita
Pour les articles homonymes, voir Goursat, Levi et Civita (homonymie).
Le théorème est démontré par Goursat (1889) pour le bicentenaire des Principia. Tullio Levi-Civita le reprendra (1903) pour des questions de perturbations en mécanique céleste.
Il sera amplement repris et développé par un article d'Arnold et de Needham.
On peut transmuter un champ central en -r^p en un champ central en - 1/r^n dans la relation involutive
```
(3+n)(3-p) = 4.
```

## Démonstration
Elle implique un changement de l'échelle des temps.